# Arx Fatalis
Az Arx Fatalis egy nyílt forráskódú szerepjáték, melyet az Arkane Studios készített 2002-ben.
A játék több platformra is megjelent (PC, Xbox, PS2). A fejlesztő cég székhelye, Franciaországban, Lyon városban található.

## Történet
Az Arx Fatalis egy földalatti világban játszódik, miután felrobbant a Nap, és az embereknek el kellett hagyniuk a föld felszínét. Az emberi faj azonban nincs egyedül odalenn, mivel a földalatti világ számos más civilizációra oszlik: goblinokra, trollokra, törpökre (ők kipusztultak), és az emberi fajra. Minden egyes faj különböző szinteken él mélyen a föld alatt. Történetünk főszereplője, egy Am Shaegar nevű férfi, aki egy goblinok által őrzött börtönben ébred, és semmire sem emlékszik. Miután megszökik a börtönből, ráébred küldetésére, ami nem más, mint megállítani a pusztítás istenét, Akbaa-t, aki le akarja rombolni Arx-et.
Az Arx Fatalis készítőit a játék készítésekor az Ultima Underworld nevű pc játék inspirálta. 2002 június 28-án jelent meg Windows-ra, 2003 december 23-án Xbox-ra. 2007-ben újra kiadták, és megjelent Steam-re.
2011 január 14-én az Arkane Studios kiadta az 1.21-es javítófájlt és a játék forráskódját, lehetővé téve a játék módosítását, programozását. Ennek köszönhetően számos nem hivatalos kiegészítés jelent meg: az Arx Libertatis mód, valamint rengeteg jelenleg is fejlesztés alatt álló kiegészítő: End of Sun, Insanity mód.

## Fogadtatás
A megjelenés évében az Arx Fatalis nagyon népszerű volt. A windowsos verzióért a játék a GameRankings-tól 80%-ban pozitív kritikát kapott, 72,61%-ot az Xbox verzióért. Fontos megemlíteni, hogy a játék és az elkészült kiegészítői már linux-ra is elérhetőek. A játék népszerűségét jól mutatja, hogy a mai napig készülnek hozzá nem hivatalos módok.

## Az Arkane Studios játékai
- Arx Fatalis (2002)
- Dark Messiah of Might and Magic (2006)
- Dishonored (2012)

### Megszakított projektek
| Név                                          | Típus                | Platform          | Megjegyzés                                |
| -------------------------------------------- | -------------------- | ----------------- | ----------------------------------------- |
| LMNO                                         | Action               | Windows           | pályaszerkesztés (level design) besegítés |
| The Crossing                                 | First-person shooter | Windows, Xbox 360 |                                           |
| Half-Life 2: Episode 4 / Return to Ravenholm | First-person shooter |                   | [ 2 ]                                     |